# Chlanidota densesculpta
Chlanidota densesculpta is een slakkensoort uit de familie van de Buccinidae. De wetenschappelijke naam van de soort is voor het eerst geldig gepubliceerd in 1885 door Martens.